# Axolotl mexický
Axolotl mexický (Ambystoma mexicanum), česky také zvaný vodní dráček, chodící mlok nebo tygří mlok, je středně velký obojživelník vyskytující se v mexických jezerech Lago de Xochimilco a Lago de Chalco. Jeho jméno pochází z jazyka nahuatl, kde má podobu āxōlōtl [aː.ˈʃóː.loːtɬ]) a znamená „vodní Xolotl“, přičemž Xolotl je jméno aztéckého božstva dvojčat a podivností, včetně lidí narozených s tělesným handicapem. Xolotl býval zobrazován jako bytost podobná psu a zdá se, že axolotl Aztékům pro svůj podivný vzhled asocioval právě toto božstvo. Aztékové i jejich potomci axolotla s oblibou jedli, donedávna se chycení axolotli prodávali jako potravina i na trzích v Ciudad de México. V současné době jsou však chráněni zákonem.

## Popis
Axolotl mexický je typickým zástupcem obojživelníků, u nichž se projevuje tzv. neotenie. Ve volné přírodě si totiž zachovává larvální stadium (pulec), ve kterém je schopen se rozmnožovat. Metamorfózu lze uměle vyvolat v zajetí, v přírodě k ní dochází jen velice vzácně. Larva axolotla dosahuje délky až 35 cm, má tmavé zbarvení, širokou hlavu, po stranách vyčnívající keříčkovité žábry. Na ocase je patrný kožní lem. Přední končetiny mají čtyři a zadní pět prstů. Má velkou schopnost regenerace.
V zajetí chovaní jedinci mají obvykle narůžovělé až bílé zbarvení, které souvisí s jejich umělým šlechtěním. V přírodě žijící axolotlové jsou obvykle tmavších barev, vyskytují se v rozmanitých odstínech hnědé se zelenými či žlutými vzory.

## Život
V zajetí se axolotl dožívá až 25 let. Pohlavní dospělosti v larválním stádiu dosahuje mezi 18. a 24. měsícem života. V období rozmnožování samec vypouští spermatofor, který následně samička nasaje do své kloaky. Po vnitřním oplodnění samička klade vajíčka na vodní rostliny nebo jiné vhodné podloží. Axolotl je masožravý. V mládí žere nítěnky, larvy pakomárů a podobné drobné živočichy, v dospělosti přijímá též žížaly, drobné rybky, mláďata myší i proužky libového masa. Vhodné je krmit pinzetou, aby měl chovatel přehled, kolik toho který axolotl sežere.

## Galerie

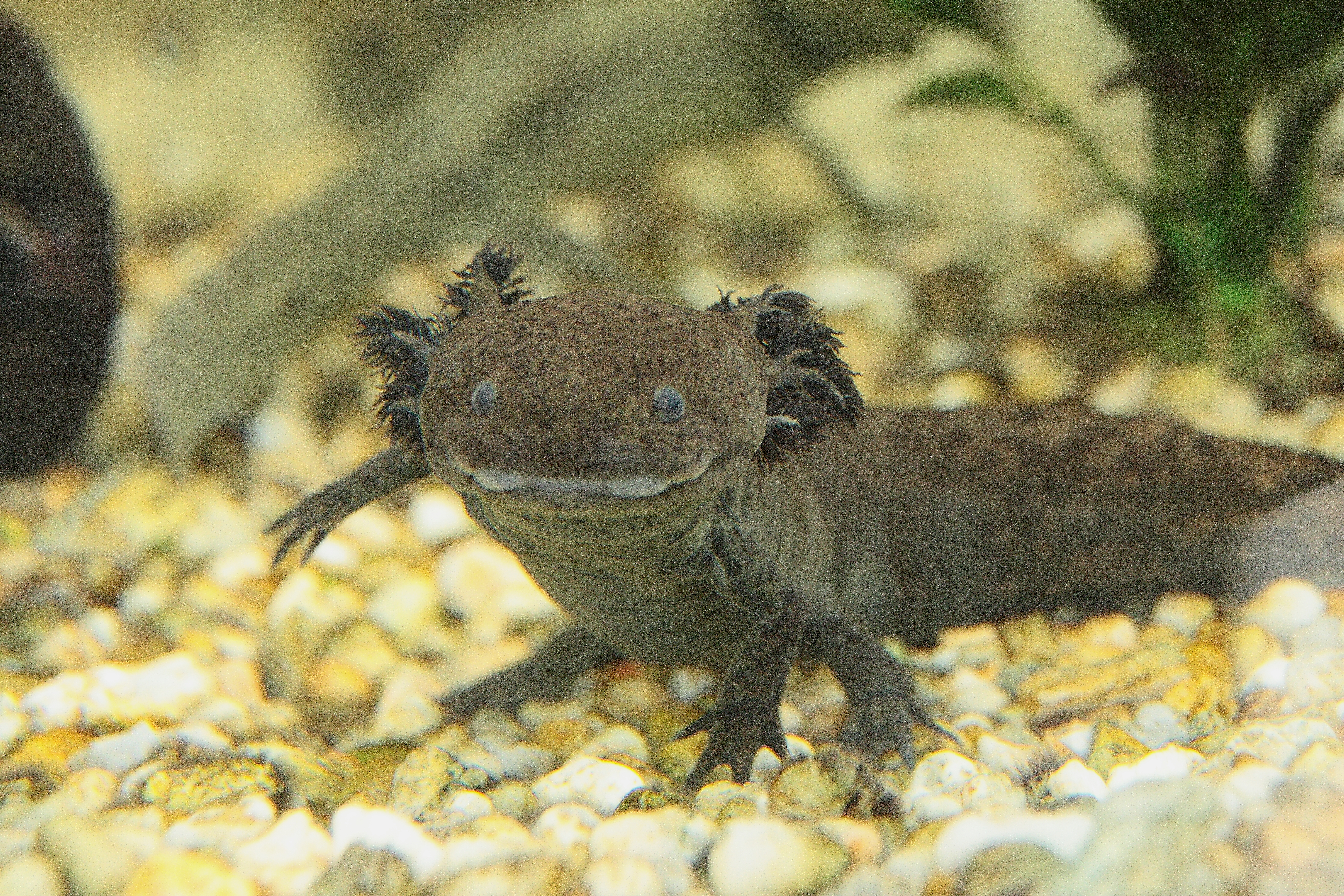
Axolotl mexický
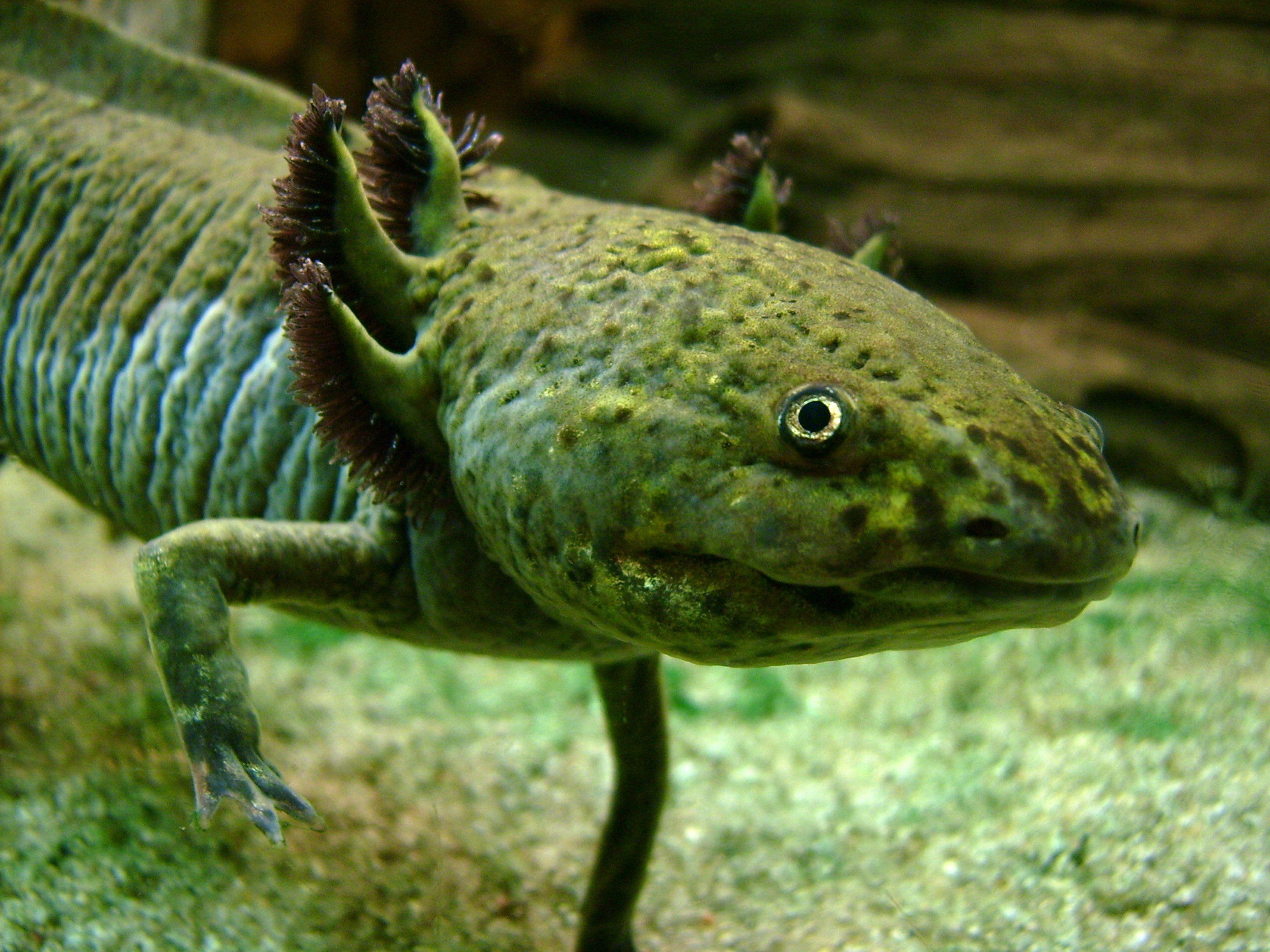
Axolotl mexický
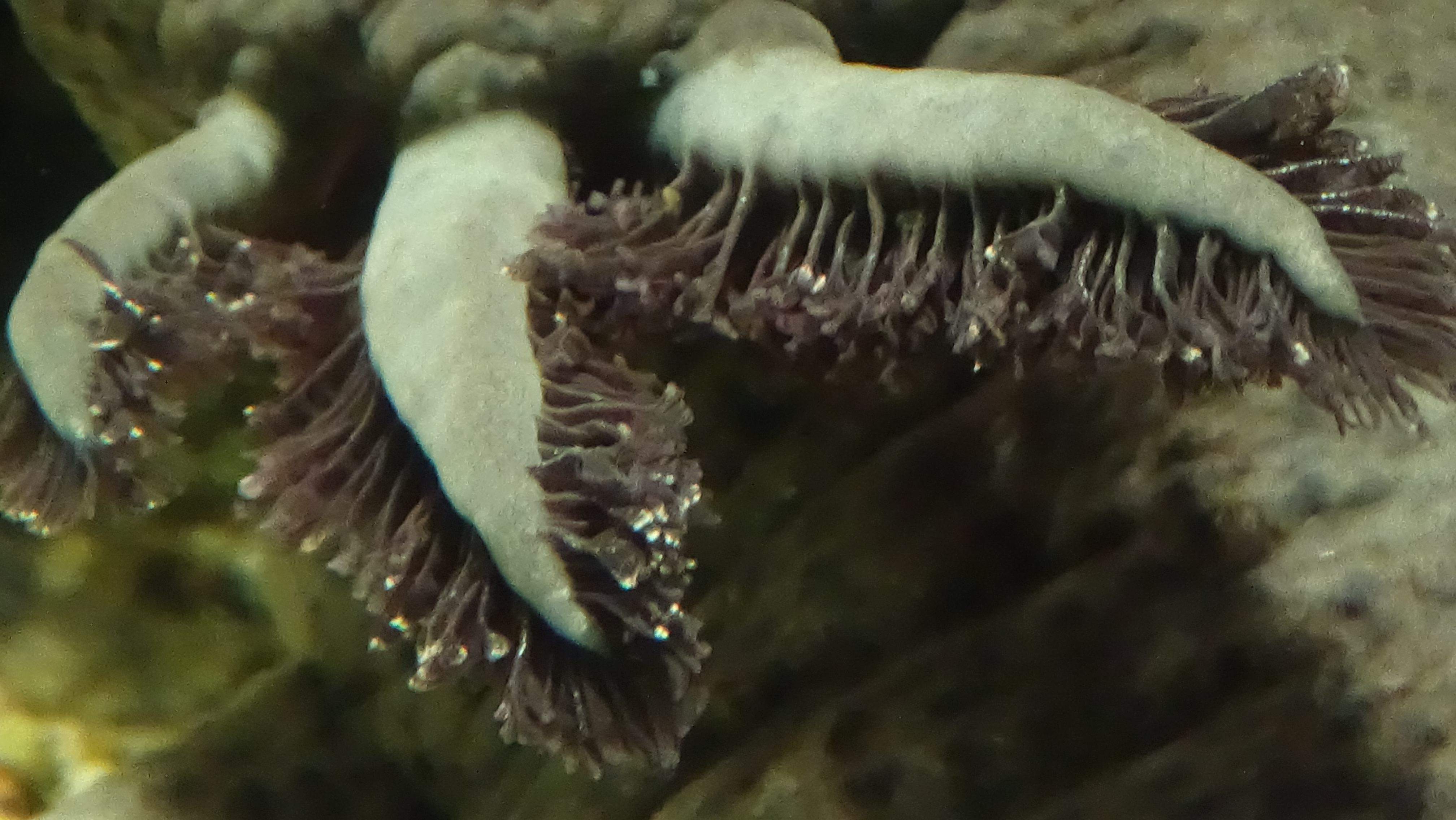
Detailní snímek žaber axolotla mexického
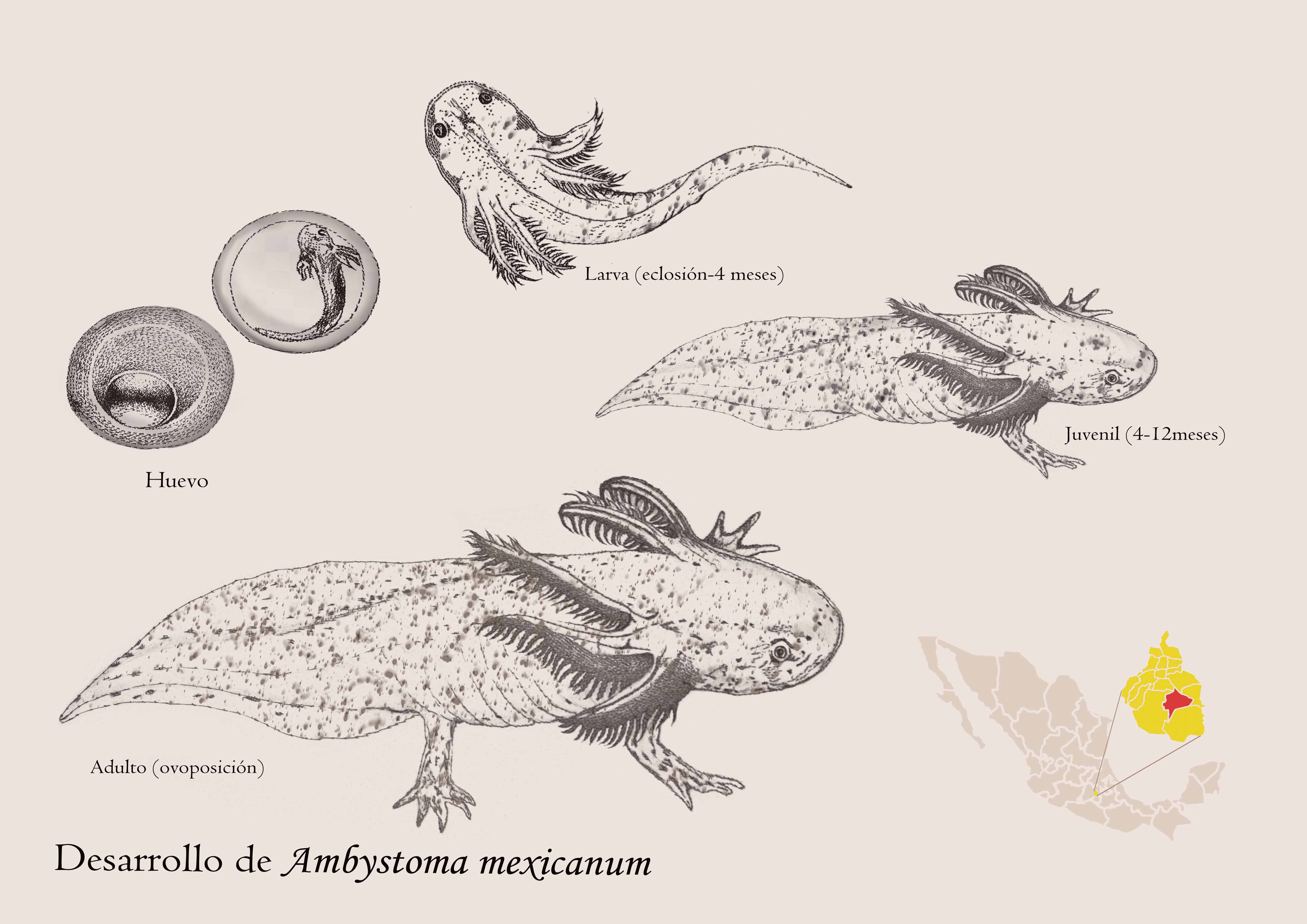
Axolotl mexický a jeho vývoj (autor: Erika Hernandez)
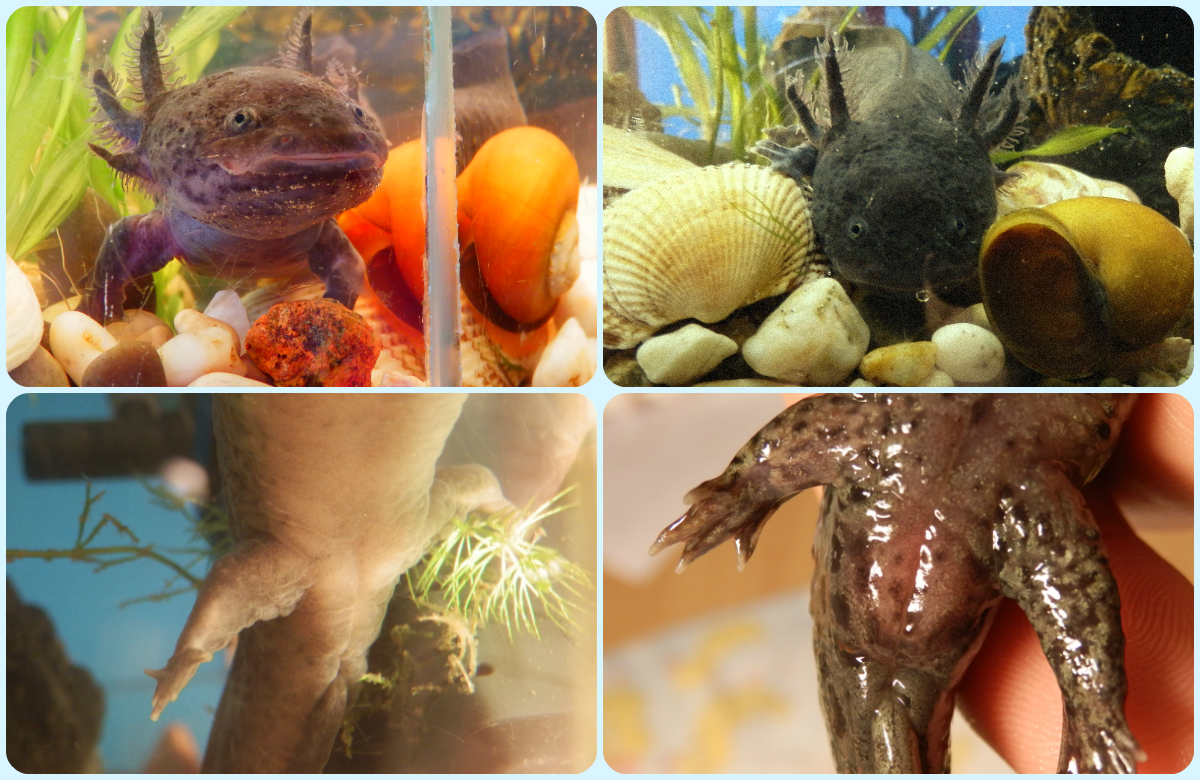
Vlevo je samička, vpravo sameček